# مطار ناوسوري الدولي
مطار ناوسوري الدولي (بالإنجليزية: Nausori International Airport)‏(إياتا: SUV، إيكاو: NFNA) هو المطار الدولي الثانوي في فيجي، خلف مطار نادي الدولي. يقع في ناوسوري على الجانب الجنوبي الشرقي من فيتي ليفو (جزيرة فيجي الرئيسية). يقع مطار ناوسوري بعد 23 كم (45 دقيقة بالسيارة) تقريبًا من عاصمة فيجي، سوفا. بنته لأول مرة البحرية الأمريكية في عام 1942.
تم صياغة خطة رئيسية مدتها 20 عامًا لمطار ناوسوري والتي ستشمل تجديدًا كاملاً وتحديثًا لمطار فيجي الدولي الثاني، وإنشاء مرفق للركاب الدوليين ومركز محلي لفيجي.
في وقت من الأوقات كان مقر الرئيسي لشركة إير باسيفيك (الآن فيجي إيرويز) وهي التي تملك المطار.

## شركات الطيران والوجهات
| شركـات طيـران    | الوجهات |
| ---------------- | --- |
| خطوط فيجي الجوية | مطار أوكلاند الدولي، Port Vila، مطار سيدني |
| Fiji Link        | مطار فاليولو الدولي، مطار سيسيا، Funafuti، مطار فونيسي، مطار كورو، مطار لاباسا، Lakeba، مطار نادي الدولي، مطار روتوما، مطار سافوسافو، مطار ماتي، مطار فانوابالافو، مطار فونيسي |
| Northern Air     | مطار جاو، مطار كورو، مطار لاباسا، مطار لاوكالا، مطار ليفوكا، مطار موالا، مطار نادي الدولي، مطار روتوما، مطار سافوسافو، مطار ماتي                                               |

## روابط خارجية
- مطار نوسوري الدولي (بعض المعلومات على موقع نادي الرسمي)
- Airport information for NFNA at World Aero Data. Data current as of October 2006.
- الخطوط الجوية فيجي (الموقع الرسمي)